# Virginia Slims of Dallas
Virginia Slims of Dallas — профессиональный женский теннисный турнир, проводившийся под эгидой WTA и USTA с 1972 по 1989 годы.

## Общая информация
Техасский турнир длительное время был одним из старейших регулярных соревнований тура WTA. Первое соревнование прошло в рамках третьего сезона ассоциации.
При организации турниру решено было дать имя известной жительницы Далласа — умершей за несколько лет до этого Морин Конноли. С 1975 года соревнование сменило вывеску на более традиционное Virginia Slims of Dallas. На рубеже 1970-х и 1980-х турнир несколько лет назывался в честь титульного спонсора WTA — компании Avon Products.
Накануне сезона-1990 турнир был закрыт. Его место в календаре заняло восстановленное соревнование в австрийском Кицбюэле.
В окрестности Далласа женский теннис высшего уровня вернулся лишь спустя 22 года, когда в Грейпвайне был организован Открытый чемпионат Техаса.

### Победители и финалисты
Одна из сильнейших теннисисток своего времени Мартина Навратилова считала далласский турнир одним из регулярных соревнований своего теннисного сезона. Уроженка Праги 9 раз выигрывала соревнование в одиночном разряде и ещё восемь раз — в паре. Помимо неё победителями соревнования становились Билли-Джин Кинг, Крис Эверт, Вирджиния Уэйд и Ивонн Гулагонг.

## Финалы прошлых лет

### Одиночные турниры
| Год  | Чемпионка                | Финалистка           | Счёт финала         |
| ---- | ------------------------ | -------------------- | ------------------- |
| 1989 | Мартина Навратилова (9)  | Моника Селеш         | 7-6 6-3             |
| 1988 | Мартина Навратилова (8)  | Пэм Шрайвер          | 6-0 6-3             |
| 1987 | Крис Эверт-Ллойд (2)     | Пэм Шрайвер          | 6-1 6-3             |
| 1986 | Мартина Навратилова (7)  | Крис Эверт-Ллойд     | 6-2 6-1             |
| 1985 | Мартина Навратилова (6)  | Крис Эверт-Ллойд     | 6-3 6-4             |
| 1984 | Гана Мандликова          | Кэти Джордан         | 7-6 3-6 6-1         |
| 1983 | Мартина Навратилова (5)  | Крис Эверт-Ллойд     | 6-4 6-0             |
| 1982 | Мартина Навратилова (4)  | Мима Яушовец         | 6-3 6-2             |
| 1981 | Мартина Навратилова (3)  | Пэм Шрайвер          | 6-2 6-4             |
| 1980 | Мартина Навратилова (2)  | Ивонн Гулагонг-Коули | 6-3 6-2             |
| 1979 | Мартина Навратилова      | Крис Эверт-Ллойд     | 6-4 6-4             |
| 1978 | Ивонн Гулагонг-Коули (2) | Трейси Остин         | 4-6 6-0 6-2         |
| 1977 | Сью Баркер               | Терри Холладей       | 6-1 7-6             |
| 1976 | Ивонн Гулагонг-Коули     | Мартина Навратилова  | 6-1 6-1             |
| 1975 | Вирджиния Уэйд (2)       | Мартина Навратилова  | 2-6 7-6 4-3 — отказ |
| 1974 | Крис Эверт               | Вирджиния Уэйд       | 7-5 6-2             |
| 1973 | Вирджиния Уэйд           | Ивонн Гулагонг       | 6-4 6-1             |
| 1972 | Нэнси Ричи               | Билли-Джин Кинг      | 7-6 6-1             |

### Парные турниры
| Год  | Чемпионки                                   | Финалистки                       | Счёт финала |
| ---- | ------------------------------------------- | -------------------------------- | ----------- |
| 1989 | Мэри-Джо Фернандес Бетси Нагельсен          | Элис Бёрджин Розалин Фейрбенк    | 7-6 6-3     |
| 1988 | Лори Макнил Ева Пфафф                       | Джиджи Фернандес Зина Гаррисон   | 2-6 6-4 7-5 |
| 1987 | Мэри Лу Пьятек Энн Уайт (2)                 | Элис Бёрджин Робин Уайт          | 7-5 6-3     |
| 1986 | Клаудиа Коде-Кильш Хелена Сукова            | Гана Мандликова Венди Тёрнбулл   | 4-6 7-5 6-4 |
| 1985 | Барбара Поттер Шэрон Уолш                   | Марсела Мескер Паскаль Паради    | 5-7 6-4 7-6 |
| 1984 | Лесли Аллен Энн Уайт                        | Сэнди Коллинз Элизабет Сейерс    | 6-4 5-7 6-2 |
| 1983 | Мартина Навратилова (8) Пэм Шрайвер (3)     | Розмари Касальс Венди Тёрнбулл   | 6-3 6-2     |
| 1982 | Мартина Навратилова (7) Пэм Шрайвер (2)     | Билли-Джин Кинг Илана Клосс      | 6-4 6-4     |
| 1981 | Мартина Навратилова (6) Пэм Шрайвер         | Кэти Джордан Энн Смит            | 7-5 6-4     |
| 1980 | Билли-Джин Кинг (2) Мартина Навратилова (5) | Розмари Касальс Венди Тёрнбулл   | 4-6 6-3 6-3 |
| 1979 | Мартина Навратилова (4) Энн Смит (2)        | Крис Эверт-Ллойд Розмари Касальс | 7-6 6-2     |
| 1978 | Мартина Навратилова (3) Энн Смит            | Ивонн Гулагонг-Коули Бетти Стове | 6-3 7-6     |
| 1977 | Мартина Навратилова (2) Бетти Стове (2)     | Керри Рид Грир Стивенс           | 6-2 6-4     |
| 1976 | Моно Шоло Энн Киёмура                       | Марита Редондо Грир Стивенс      | 6-3 4-6 6-4 |
| 1975 | Франсуаза Дюрр Бетти Стове                  | Джулия Энтони Моно Шоло          | 7-6 6-2     |
| 1974 | Мария-Исабель Фернандес Мартина Навратилова | Карен Крантцке Вирджиния Уэйд    | 6-3 3-6 6-3 |
| 1973 | Ивонн Гулагонг Джанет Янг                   | Гейл Шеррифф Вирджиния Уэйд      | 6-3 6-2     |
| 1972 | Розмари Касальс Билли-Джин Кинг             | Джуди Тегарт Франсуаза Дюрр      | 6-3 4-6 7-5 |